# Сьверже-Коньчани
Сьверже-Коньчани (пол. Świerże-Kończany) — село в Польщі, у гміні Заремби-Косьцельні Островського повіту Мазовецького воєводства.
Населення — 87 осіб (2011).

## Демографія
Демографічна структура станом на 31 березня 2011 року:
|          | Загалом | Допрацездатний вік | Працездатний вік | Постпрацездатний вік |
| -------- | ------- | ------------------ | ---------------- | -------------------- |
| Чоловіки | 44      | 7                  | 32               | 5                    |
| Жінки    | 43      | 7                  | 21               | 15                   |
| Разом    | 87      | 14                 | 53               | 20                   |